# Melampophylax melampus
Melampophylax melampus är en nattsländeart som först beskrevs av Mclachlan 1876.  Melampophylax melampus ingår i släktet Melampophylax och familjen husmasknattsländor. Inga underarter finns listade i Catalogue of Life.